# V Batallón de Fortaleza de la Luftwaffe
El V Batallón de Fortaleza de la Luftwaffe (V. Luftwaffen-Festungs-Bataillon) fue una unidad de la Luftwaffe durante la Segunda Guerra Mundial.

## Historia
Fue formado en septiembre de 1944 desde el 1205.º Batallón de Campaña de la Luftwaffe en el VI Comando Administrativo Aéreo, con 3 compañías. A mediados de septiembre de 1944 fue transferido al VII Ejército en Eifel. Para la formación se recurrió a personal de la Escuela de pilotos 12 en Prenzlau, Escuela de pilotos 43 en Crailsheim, Escuela de pilotos 118 en Stettin, Escuela de pilotos 6, Escuela de pilotos 52 en Danzig y el III Batallón de Reemplazo Aéreo en Fráncfort del Oder. El 19 de septiembre de 1944 el batallón llegó a Schleiden. En esta área, el batallón se desplegó hacia el frente. El 27 de septiembre de 1944 fue absorbido por la 89.ª División de Infantería. Mediante resolución del 28 de octubre de 1944 (O.K.L./Gen. Qu. Az. 12751/44 g. Kdos.) y a comienzos de noviembre de 1944 el batallón pasó a incorporarse al 189.º Batallón de Fusileros.
| Unidad       | Correo Postal |
| Plana Mayor  | 63127 A       |
| 1.ª Compañía | 63127 B       |
| 2.ª Compañía | 63127 C       |
| 3.ª Compañía | 63127 D       |